# Santo Antônio
Santo Antônio este un oraș în Rio Grande do Norte (RN), Brazilia.